# Nectria pedicelligera
Nectria pedicelligera är en sjöstjärneart som beskrevs av Ole Theodor Jensen Mortensen 1925. Nectria pedicelligera ingår i släktet Nectria och familjen ledsjöstjärnor. Inga underarter finns listade i Catalogue of Life.